# Indicatif régional 518

Carte de l'État de New York (en bleu et rouge) avec les territoires de ses indicatifs régionaux. Le territoire de l'indicatif régional 518 est en rouge.

L'indicatif régional 518 est l'un des multiples indicatifs téléphoniques régionaux de l'État de New York aux États-Unis.
Cet indicatif dessert le nord-est de l'État.
La carte ci-contre indique en rouge le territoire couvert par l'indicatif 518.
L'indicatif régional 518 fait partie du Plan de numérotation nord-américain.

## Villes desservies par l'indicatif
- Albany
- Altamont
- Amsterdam
- Athol
- Averill Park
- Ballston
- Ballston Spa
- Berlin
- Bethlehem
- Blue Mountain Lake
- Brunswick
- Cambridge
- Canajoharie
- Catskill
- Champlain
- Chatham
- Chester
- Clifton Park
- Cobleskill
- Cohoes
- Colonie
- Copake
- Coxsackie
- East Greenbush
- Fort Ann
- Fort Edward
- Fort Plain
- Glens Falls
- Gloversville
- Greenwich
- Guilderland
- Hadley
- Hague
- Halfmoon
- Hudson
- Hudson Falls
- Johnstown
- Kinderhook
- Lake George
- Lake Luzerne
- Lake Placid
- Lake Pleasant
- Latham
- Malone
- Malta
- Mechanicville
- Minerva
- Newcomb
- Niskayuna
- North Creek
- Petersburg
- Plattsburgh
- Philmont
- Queensbury
- Ravena
- St. Johnsville
- Saranac Lake
- Saratoga
- Saratoga Springs
- Schaghticoke
- Schenectady
- Schroon Lake
- Stephentown
- Stillwater
- Stony Creek
- Thurman
- Ticonderoga
- Troy
- Tupper Lake
- Valatie
- Valley Falls
- Waterford
- Warrensburg
- West Sand Lake
- Whitehall
- Wilton